# Myotis phanluongi
Myotis phanluongi (Borisenko, Kruskop & Ivanova, 2008) è un pipistrello della famiglia dei Vespertilionidi endemico del Vietnam.

## Descrizione

### Dimensioni
Pipistrello di piccole dimensioni, con la lunghezza della testa e del corpo di 39 mm, la lunghezza dell'avambraccio tra 33,5 e 36 mm, la lunghezza della coda di 35 mm, la lunghezza del piede di 7,4 mm e la lunghezza delle orecchie di 12,3 mm.

### Aspetto
Le parti dorsali sono bruno-nerastre, mentre le parti ventrali sono bruno-giallastre, con la base dei peli bruno-nerastra. Le orecchie sono piccole, strette e con un incavo ben distinto sul bordo esterno. Il trago è sottile e appuntito. Le ali sono attaccate posteriormente alla base delle dita dei piedi, i quali sono piccoli. La coda è lunga ed inclusa completamente nell'ampio uropatagio.

### Ecolocazione
Emette ultrasuoni a banda stretta con massima energia a 42–45 kHz.

## Biologia

### Alimentazione
Si nutre di instti.

## Distribuzione e habitat
Questa specie è endemica della parte meridionale degli altopiani centrali del Vietnam.
Vive nelle foreste mature montane tra 900 e 1.500 metri di altitudine.

## Conservazione
Questa specie, essendo stata scoperta solo recentemente, non è stata sottoposta ancora a nessun criterio di conservazione.